# Obsjtina Kavarna
Obsjtina Kavarna (bulgariska: Община Каварна) är en kommun i Bulgarien.   Den ligger i regionen Dobritj, i den östra delen av landet, 400 km öster om huvudstaden Sofia.
Obsjtina Kavarna delas in i:
- Belgun
- Bălgarevo
- Vidno
- Vranino
- Rakovski
- Septemvrijtsi

Följande samhällen finns i Obsjtina Kavarna:
- Kavarna
- Belgun

Trakten runt Obsjtina Kavarna består till största delen av jordbruksmark. Runt Obsjtina Kavarna är det ganska glesbefolkat, med 30 invånare per kvadratkilometer.